# Ytong

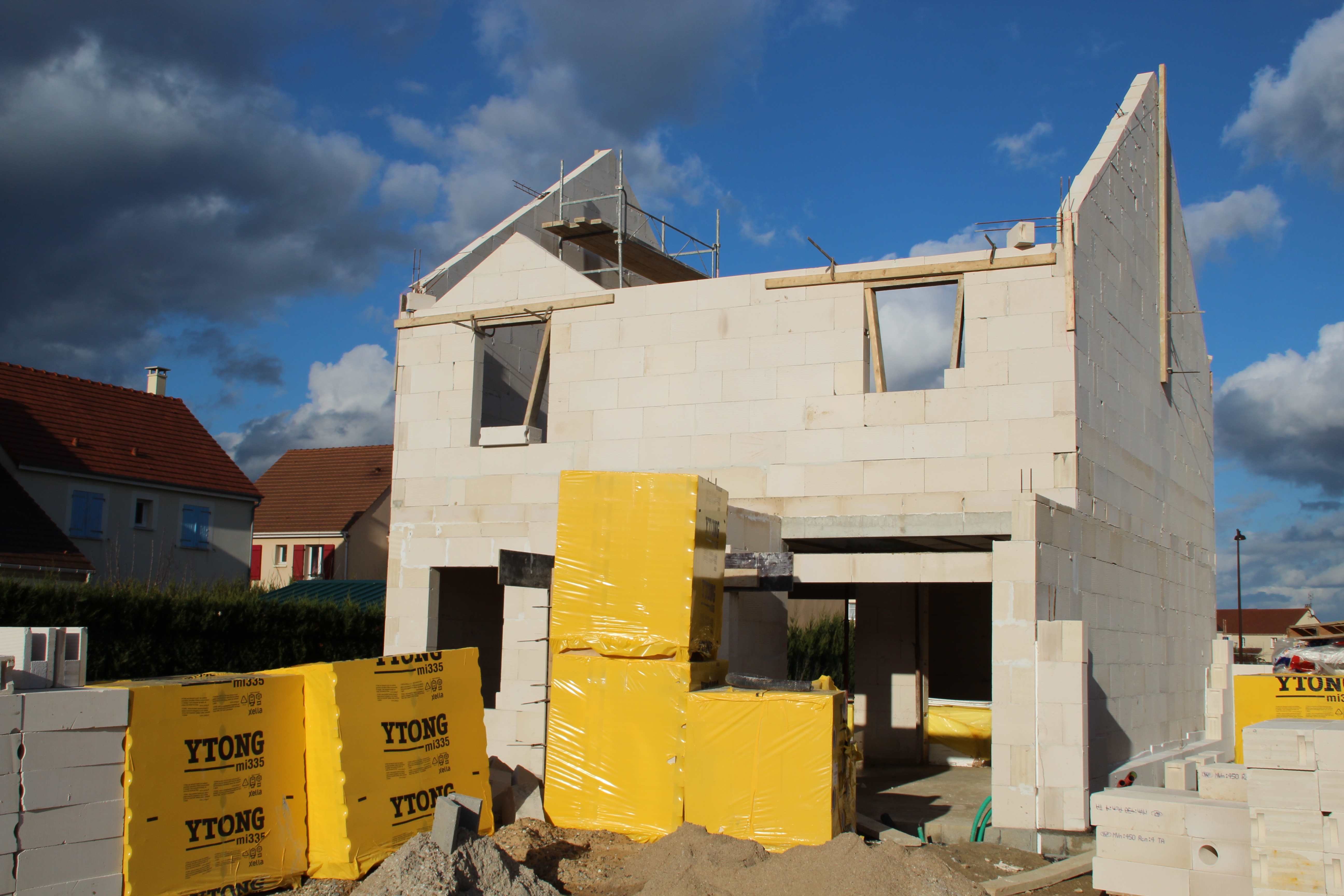
Ytong elemekből épülő ház a franciaországi Ablisban

Az Ytong márkanév pórusbeton falazóelemeket és a pórusbeton falazatokhoz tartozó kiegészítő elemeket (áthidalók, kéreg- és hőszigetelő elemek) takar. A világ első márkázott építőanyaga ötvözte a fa kiváló hőszigetelő-képességét és a könnyű megmunkálhatóságát, a magas nyomószilárdsággal, a tartóssággal, valamint a rendkívül jó tűzálló képességgel.

## Neve
Az „Ytong” márkanév mozaikszó, ami a svéd Yxhult Angherdede Lättbetong = „szárított pórusbeton Yxhultből” elnevezésből származik.

## Története
A világ első márkanévvel ellátott építőanyaga az Ytong. Az 1900-as évek elején Svédországban fejlesztések indultak azzal a céllal, hogy a természetből közvetlenül kinyert építőanyag, a fa kiváló tulajdonságaival (hőszigetelő képesség, könnyű megmunkálhatóság, magas nyomószilárdság) megegyező, de ipari technológiával, nagy mennyiségben előállítható építőanyagot hozzanak létre. A kísérletek eredményeként jött létre a pórusbeton, melyet a fenti tulajdonságok mellett további előnyök is jellemeznek, mint például tartósság, kiváló páraáteresztő képesség, valamint tűzállóság. A pórusbeton „sorozatgyártását” 1929-ben Karl August Carlen vállalkozó kezdte meg Dr. Axel Erikson építész szabadalma alapján. Mára világszerte több mint 8 millió köbméter pórusbetont állítanak elő évente. Az Ytong az elmúlt közel 90 év alatt az egyik legsikeresebb márkanévvé vált. Európában a legismertebb építőanyagok közé tartozik.
Magyarországon a 60-as évek elejétől kezdődött meg az ilyen típusú falazóelem gyártása. Akkoriban gázbeton, illetve gázszilikát néven volt ismert, és a mai homokkal ellentétben fő alkotóeleme a kohópernye volt, melyből adódott szürke színe. Magyarországon az Ytong pórusbeton gyártása (mely már homok alapú és fehér színű) 1991-ben kezdődött meg, amikor a németországi Ytong Deutschland AG 1991-ben Halmajugrán megalapította az Ytong Hungary Kft.-t. Ahogy a magyarországi pórusbeton előállítás beépült a nemzetközi vérkeringésbe, úgy bővült hazai termékválaszték a cégcsoport más gyáraiban előállított termékeikkel. A Halmajugrán gyártott Ytong falazóelemek mellett megjelentek a vasalt pórusbeton áthidalók, illetve vasalt pallók is. 2003-ban a magyarországi Ytong gyárat több európai pórusbeton gyárral együtt megvásárolta a Haniel család tulajdonában álló Xella Baustoffe GmbH. Az Ytong Hungary nevet így 2003-ban a Xella Pórusbeton Magyarország Kft váltotta fel. A vállalatcsoport 2004-ben megvásárolta az Iszkaszentgyörgy közelében található régi téglagyárat. A gyár korszerűsítését követően 2004-ben megindul a Silka mészhomoktégla gyártása is. Így 2005-ben egy újabb névváltoztatás követően a cég Xella Magyarország Kft. néven működik tovább. 2008-ban egy újabb tulajdonos váltás történt, a Haniel család eladta a teljes nemzetközi építőipari vállalatcsoportot a Goldman Sachs amerikai befektetői csoportnak. A Xella Magyarország Kft. Ytong falazóelem gyára Gyöngyöstől 15 km-re, Halmajugra és a Mátrai Hőerőmű szomszédságában található.

## Gyártás
Az Ytong pórusbeton főbb alapanyagai: a kvarchomok, a mész, a cement és a víz. A megfelelő szemcsefinomság eléréséhez, a magas kvarctartalmú homokot golyós hengermalomban megőrlik, majd számítógépes méréssel és vezérléssel hozzákeverik a többi összetevőt is. A formába öntött keverék a pórusképző adalék hatására megduzzad, térfogata növekszik, mely során zárt pórusok milliói jönnek létre. A kialakult pórusszerkezet biztosítja a termék kiváló hőszigetelő képességét. Az öntőformák 60 °C hőalagútba kerülnek, ahol 8-12 óra alatt elérik kezdeti szilárdságukat. Az előszilárdult pórusbeton tömböket az öntőformákból kiemelik és vágógépre helyezik. A kívánt elemek méretre vágása mm-es pontossággal történik. A gyártási folyamat az európai uniós irányelveknek megfelelően energiatakarékos, és környezetbarát. A keletkező vágási hulladék a gyártás során újra felhasználásra kerül. A felszeletelt tömbök egy újabb hőalagútba kerülnek, ahol 100 °C-ra melegítik azokat. Az elemek innen kerülnek az autoklávokba, ahol magas hőmérsékletű és nagy nyomású gőzben szilárdulnak meg. Az építőelemek e folyamat végén nyerik el végleges fizikai tulajdonságaikat. Az építőanyag stabil kristályszerkezetének alapja a kalcium-hidroszilikát, mely a természetben megtalálható ásványi Tobermorithoz hasonló. Ez önmagában hordozza az építőanyag rendkívül hosszú élettartalmát. A gyárban az 1992-ben történt privatizációt követően megközelítően több mint 4,5 millió köbméter Ytong terméket állítottak elő.

## Környezetvédelem
A természetes alapanyagok, az alacsony előállítási energia-szükséglet, a kikerülő melléktermék nélküli gyártás és hulladékmentes felhasználás mind a természeti környezet terhelésének csökkentését jelenti. Az Ytong gyártása és alkalmazása során nem szabadulnak fel mérgező gázok. Az alapanyagoknak, és a gyártástechnológiai illetve felhasználási tulajdonságoknak köszönhetően az Ytong építési rendszer megfelel a vonatkozó környezetvédelmi követelményrendszernek, melyet független tanúsító szervezet a „Környezetbarát” védjegy használatának jogosultságával is igazol.

## Termékek
- falazóelemek
- előfalazó lapok
- áthidalók
- koszorúelemek
- furatos elemek
- zsaluelemek
- vasalt pallók

## Az Ytong tégla tulajdonságai[1]

### Páraszabályozás
Az Ytong téglából készült szerkezetek és épületek kapcsán a legnagyobb pozitívum a kimagasló páraszabályozó képesség. Ezen a téren az építőanyagok lényegesen magasabb szintet képviselnek, mint a manapság annyira népszerű, utólagos hőszigeteléssel ellátott téglafalak, melyek gyakorlatilag dunsztba zárják az egész házat, és a legtöbb helyen csak vizesedő, penészesedő falakat eredményeznek. Az Ytong esetében ilyesmi nem fordulhat elő, mert rendkívül természetes módon tudja folyamatosan szabályozni a párát, mely nem csapódik le a falakon, emiatt páratlanul komfortos, penészmentes klímát biztosít a lakás falai között.

### Hőszigetelés
A hőszigetelési tulajdonságok manapság minden lakóház esetén kiemelkedően fontos szerepet kapnak, csakhogy míg a téglaépületeknél ez jellemzően súlyos extra költségekkel jár, addig az Ytong tégla a kialakításából és az anyagösszetételéből fakadóan képes alapból biztosítani ezt a tulajdonságot a kapcsolódó ingatlannak. További előnye, hogy a kerámiatéglákhoz mérten nemcsak hatásosabb, hanem minden irányban tudja garantálni a hőszigetelést, ezáltal megfelelő falvastagság esetén nincs szükség utólagos külső burkolásra. Ezzel csökkenthetők az építkezés költségei, miközben a hőhíd kialakulásának a valószínűsége is minimalizálható. Ahol pedig hőszigetelésről beszélhetünk, ott jellemzően a hangszigetelési tényező szintén fontos szerepet kap, hiszen az Ytong nagyon tömör, apró légkamrákkal rendelkezik, melyek a hő mellett a hangot egyaránt képesek hatékonyan visszaverni, illetve elnyelni – természetesen megfelelő vastagság esetén.

### Teherbírás
Mivel az Ytong téglák a tulajdonságaikból fakadóan könnyedén formázhatók, ezért az a tévhit terjedt el erről az építőanyagról, hogy teherbírása nem kielégítő, márpedig ezen a téren ugyanolyan jól alkalmazható akár teherhordó falak építésére is, mint a hagyományos tégla. A teherbírás ráadásul a szerelvényezés esetén sem szenved csorbát, így csavarozhatunk fel rá bútorokat, polcokat, bojlereket, gyakorlatilag szinte bármit, egyetlen alapszabály, hogy egy kicsit hosszabb dübelekkel és csavarokkal dolgozzunk.

### Természetes alapanyagok
A modern építőiparban kifejezetten nehéz olyan termékeket találni, melyek természetes alapanyagokból készültek. Az Ytong azonban ezen a téren sem vall kudarcot, hiszen a tégla teljes egészében a természetben előforduló alapanyagok megfelelő arányú összekeveréséből készül, ezáltal mészből, kvarchomokból és vízből. A végeredmény olyan, mintha egy mesterségesen készített mészkő lenne, mely garantáltan semmiféle káros hatást nem gyakorol sem a lakókra, sem a közvetlen környezetre.

### Tűzvédelem
Mivel kizárólag éghetetlen anyagokból állították össze, az Ytong tégla legelőnyösebb tulajdonságai közül kiemelendő a tűzállóság, avagy a fokozott tűzvédelem. Rendszerben alkalmazva az Ytong a lángoknak gyakorlatilag teljes mértékben képes ellenállni, de legalábbis addig biztosan nem károsodik a szerkezete, amíg a tűzoltók ki nem érnek, és el nem oltják a lángokat.

### Vízállóság
Nagyon sok lakóház esetében okoz kellemetlenségeket a vizesedés. Ha a hagyományos kerámiatéglát nagy mennyiségű víz éri, például csőtörés vagy beázás történik, akkor az a falszerkezet gyakran maradandó károsodást szenved, amit bontással és új építőanyaggal kell orvosolni a salétrom megjelenése miatt. Az Ytong esetében ettől nem kell tartanunk, hiszen miután nedvesség érte a téglát, az egyes blokkok nagyon könnyedén kiszáradnak, lévén nem tudnak vizet felvenni, emiatt nem is károsodnak, tehát egy csőtörést lényegesen kisebb anyagi kárral úszhatunk meg

### Szerkezeti sajátosságok
Fontos jellemző az Ytong tégla kapcsán, hogy a blokkok rengeteg légbuborékból tevődnek össze, vagyis nemcsak rendkívül könnyedén formázható, vágható, fúrható és faragható ez az építőanyag, de mindemellett rendkívül könnyű az önsúlya is. Ennek köszönhetően lényegesen egyszerűbb dolgozni vele, amit tovább növelnek az egyenes élek, illetve a mérnöki pontossággal kiszabott nútok, melyek csak bizonyos téglatípusokon figyelhetők meg.

## Ezzel a technológiával készült
- MTK csarnok, Budapest
- Tüskecsarnok, Budapest
- Sportcsarnok, Balatonboglár
- Egészségház, Balatonalmádi
- Old Car Autómúzeum, Kiskőrös
- Árkád, Budapest
- Gázmotoros hőerőmű, Székesfehérvár
- 100 lakásos passzívház, Budapest
- Vitális lakópark, Herceghalom
- Mentha Park Apartmanház, Budapest,
- Számos további társas- és családi ház